# Joshua Parker
Joshua Parker, noto anche come Josh (Slough, 1º dicembre 1990), è un calciatore antiguo-barbudano con cittadinanza britannica, attaccante o centrocampista dell'Oxford City e della nazionale antiguo-barbudana.

## Caratteristiche tecniche
Attaccante, può giocare anche come interno di centrocampo.

## Carriera

### Club
Ha giocato nella prima divisione slovena, in quella serba ed in quella scozzese.

### Nazionale
Parker può rappresentare Antigua e Barbuda. Nel novembre 2010, ha ricevuto una convocazione e ha accettato un invito insieme al suo ex compagno di squadra del QPR Mikele Leigertwood a giocare per la squadra nazionale nelle qualificazioni al Coppa dei Caraibi ospitate a St. John's, in Antigua e Barbuda dal 10 al 14 novembre. Parker ha vinto la sua prima partita per 2-1 sul Suriname il 10 novembre 2010, giocando tutti i 90 minuti. Ha fatto parte della squadra di Antigua e Barbuda alla Caribbean Cup 2010 e 2014. È stato nominato capitano della squadra nel 2015.

## Statistiche

### Presenze e reti nei club
Statistiche aggiornate al 30 aprile 2021.
| Stagione            | Squadra             | Campionato          | Campionato | Campionato | Coppe nazionali | Coppe nazionali | Coppe nazionali | Coppe continentali | Coppe continentali | Coppe continentali | Altre coppe | Altre coppe | Altre coppe | Totale | Totale |
| Stagione            | Squadra             | Comp                | Pres       | Reti       | Comp            | Pres            | Reti            | Comp               | Pres               | Reti               | Comp        | Pres        | Reti        | Pres   | Reti   |
| ------------------- | ------------------- | ------------------- | ---------- | ---------- | --------------- | --------------- | --------------- | ------------------ | ------------------ | ------------------ | ----------- | ----------- | ----------- | ------ | ------ |
| 2013-2014           | Domžale             | 1. SNL              | 25         | 11         | CS              | 3               | 1               | UEL                | 2                  | 0                  | -           | -           | -           | 30     | 12     |
| 2014-gen. 2015      | Domžale             | 1. SNL              | 17         | 3          | CS              | 3               | 2               | -                  | -                  | -                  | -           | -           | -           | 20     | 5      |
| Totale Domžale      | Totale Domžale      | Totale Domžale      | 42         | 14         |                 | 6               | 3               |                    | 2                  | 0                  |             | -           | -           | 50     | 17     |
| gen.-giu. 2015      | Stella Rossa        | SL                  | 9          | 2          | KS              | 0               | 0               | -                  | -                  | -                  | -           | -           | -           | 9      | 2      |
| 2015-2016           | Stella Rossa        | SL                  | 3          | 2          | KS              | 0               | 0               | UEL                | 2                  | 0                  | -           | -           | -           | 5      | 2      |
| Totale Stella Rossa | Totale Stella Rossa | Totale Stella Rossa | 12         | 4          |                 | 0               | 0               |                    | 2                  | 0                  |             | -           | -           | 14     | 4      |
| ago.-dic. 2015      | Aberdeen            | SP                  | 7          | 0          | SC+CdL          | 0+1             | 0               | -                  | -                  | -                  | -           | -           | -           | 8      | 0      |
| 2016-gen. 2017      | Wealdstone          | NLS                 | 0          | 0          | FACup           | 0               | 0               | -                  | -                  | -                  | FAT         | 0           | 0           | 0      | 0      |
| gen.-giu. 2017      | Gillingham          | FL1                 | 16         | 2          | FACup+CdL       | 0+0             | 0               | -                  | -                  | -                  | FLT         | 0           | 0           | 16     | 2      |
| 2017-2018           | Gillingham          | FL1                 | 42         | 10         | FACup+CdL       | 3+1             | 1+0             | -                  | -                  | -                  | FLT         | 3           | 1           | 49     | 12     |
| gen.-giu. 2019      | Gillingham          | FL1                 | 21         | 4          | FACup+CdL       | 2+1             | 0               | -                  | -                  | -                  | FLT         | 0           | 0           | 24     | 4      |
| Totale carriera     | Totale carriera     | Totale carriera     | 79         | 16         |                 | 7               | 1               |                    | -                  | -                  |             | 3           | 1           | 89     | 18     |
| gen.-giu. 2019      | Charlton            | FL1                 | 10+3       | 0          | FACup+CdL       | -               | -               | -                  | -                  | -                  | FLT         | -           | -           | 13     | 0      |
| 2019-2020           | Wycombe             | FL1                 | 13         | 0          | FACup+CdL       | 1+1             | 0               | -                  | -                  | -                  | FLT         | 3           | 1           | 18     | 1      |
| 2020-gen. 2021      | Wycombe             | FLC                 | 3          | 0          | FACup+CdL       | 0+1             | 0               | -                  | -                  | -                  | -           | -           | -           | 4      | 0      |
| Totale Wycombe      | Totale Wycombe      | Totale Wycombe      | 17         | 0          |                 | 3               | 0               |                    | -                  | -                  |             | 3           | 1           | 23     | 1      |
| gen.-giu. 2021      | Burton Albion       | FL1                 | 5          | 0          | FACup+CdL       | -               | -               | -                  | -                  | -                  | FLT         | -           | -           | 5      | 0      |
| Totale carriera     | Totale carriera     | Totale carriera     | -          | -          |                 | -               | -               |                    | -                  | -                  |             | -           | -           | -      | -      |